# 澳洲棘鯛
澳洲棘鯛為輻鰭魚綱鱸形目鱸亞目鯛科的其中一種，分布於西南太平洋的澳大利亚東部海域及半鹹水域，體長可達66公分，棲息在沿海岩石海域、河口區，繁殖期時會在河口區產卵，屬肉食性，以魚類、甲殼類、軟體動物、海鞘等為食，可做為食用魚、養殖魚及遊釣魚。